# Лохаджанг (подокруг)
Лохаджанг (бенг. লৌহজং, англ. Lohajang) — подокруг в центральной части Бангладеш в составе округа Муншигандж. Административный центр — город Лохаджанг. Площадь подокруга — 130,12 км².

## История
Образован в 1916 году.

## Демография
По данным переписи 1991 года численность населения подокруга составляла 153 433 человека. Плотность населения равнялась 1179 чел. на 1 км². Уровень грамотности населения составлял 37,1 %.
Религиозный состав: мусульмане — 91,26 %, индуисты — 8,58 %, прочие — 0,16 %.

## Происшествия
4 августа 2014 года на реке Падма из-за сильного течения перевернулся паром. В результате погибло около 200 человек.